# Martin Sinković
Martin Sinković (Zagreb, 10. listopada 1989.), hrvatski je veslač koji je višestruki olimpijski, svjetski i europski prvak
Njegov brat Valent Sinković također je vrlo uspješan veslač. Godine 2014. bio je dio prve M2x posade s vremenom ispod 6 minuta s novim svjetskim rekordom.
Od 2010. i Svjetskog prvenstva na Novom Zelandu, Valent i Martin Sinković osvojili su nevjerojatnih 13 medalja na OI (4) i svjetskim prvenstvima (9) od čega čak devet zlatnih. Prvi su veslači u povijesti, koji su osvojili europska, svjetska i olimpijska zlata u dvije različite discipline.

## Veslačka karijera
Najbolji rezultat na ergometru 2000m mu je 5:45.5.

## Ostvareni rezultati
- olimpijske medalje: 3 zlata, 1 srebro
- medalje na svjetskim prvenstvima: 6 zlata, 2 srebra, 1 bronca
- medalje na europskim prvenstvima: 7 zlata, 2 srebra
- medalje na svjetskim prvenstvima do 23 godine: 2 zlata, 1 srebro
- medalje na svjetskim prvenstvima za juniore: 1 bronca

### Olimpijske igre
- Olimpijske igre - Pariz 2024. - zlato, dvojac bez kormilara (s Valentom Sinkovićem)
- Olimpijske igre - Tokio 2020. - zlato, dvojac bez kormilara (s Valentom Sinkovićem)
- Olimpijske igre – Rio de Janeiro 2016. – zlato, dvojac na pariće (s Valentom Sinkovićem)
- Olimpijske igre – London 2012. – srebro, četverac na pariće (s Valentom Sinkovićem, Damirom Martinom, Davidom Šainom)

### Svjetska prvenstva
- Svjetsko prvenstvo u veslanju – Novi Zeland 2010. – zlato, četverac na pariće (s Valentom Sinkovićem, Damirom Martinom, Davidom Šainom) itd.

### Europska prvenstva
- Europsko prvenstvo u veslanju – Portugal 2010. – srebro, četverac na pariće (s Valentom Sinkovićem, Damirom Martinom, Davidom Šainom) itd.

### Svjetska prvenstva za juniore
- Svjetsko prvenstvo u veslanju za veslače mlađe od 23 godine – Hrvatska 2010. – zlato

## Vanjske poveznice
- Hrvatski akademski veslački klub »Mladost« – Martin Sinković (životopis i veslački uspjesi)